# Tomasso Petto
Tomasso Petto (* 1879; † 1905 in Wilkes-Barre, Pennsylvania) war ein US-amerikanischer Mobster. Der Italoamerikaner, der auch unter dem Namen The Ox (dt.: Der Ochse) bekannt war, war in den frühen 1900er Jahren einer der führenden Auftragsmörder der Morello-Familie. Im Zuge des Barrel Murder an Benedetto Madonia wurde er 1903 vom NYPD verhaftet, aber Anfang des darauffolgenden Jahres wieder freigelassen, ehe er abermals ein Jahr später selbst durch 62 Messerstiche getötet wurde.

## Leben und Laufbahn
Petto wurde im Jahre 1879 geboren und lebte später unter anderem im Stadtteil Williamsburg in Brooklyn, einem der fünf Boroughs von New York City im US-Bundesstaat New York. Seine Spitznamen The Ox (dt.: Der Ochse) erhielt er vor allem für seinen wuchtigen Kopf und seinen ebenso wuchtigen Körperbau. Im bürgerlichen Leben war er als Bügler (suit presser) beschäftigt, arbeitete jedoch in Wirklichkeit nur für die berüchtigte Morello-Familie. Viele der später, aber vereinzelt auch schon davor, praktizierten Barrel-Morde, auf Deutsch auch Tonnenmorde genannt, wurden den Morellos zugeschrieben. Am 13. April 1903 wurde die Leiche von Benedetto Madonia, dem Schwager von Giuseppe De Primo, einem Mitglied der Black Hand Gang, in einem Fass entdeckt. Madonia war mit 18 Messerstichen getötet, sein Geschlechtsteil abgeschnitten und in seinen Mund gesteckt worden.
Im Anschluss wurden mehrere Verdächtige vom NYPD verhaftet, darunter auch Tomasso Petto. Da ihnen jedoch nichts nachgewiesen werden konnte, wurde sie umgehend wieder entlassen. Am übernächsten Tag kam es zu einer gewalttätigen Auseinandersetzung mit dem NYPD, im Zuge derer Petto erneut verhaftet und des Mordes an Benedetto Madonia beschuldigt wurde. Durch Joe Petrosino, einem italo-amerikanischen Polizisten und seit 1895 Leiter der Mordkommission, wurde der Fall großteils aufgeklärt, wobei allerdings hauptsächlich Indizienbeweise vorlagen, es jedoch zu keiner Verurteilung kam und dem Angeklagten auch kein Indizienprozess gemacht wurde. So gelang Petrosino unter anderem die Identifizierung der Leiche Madonias, da er den in Sing Sing inhaftierten Giuseppe De Primo befragte, der auf einem Foto seinen Schwager Benedetto Madonia wiedererkannte. Des Weiteren erzählte er von seiner und Madonias Beteiligung an einer Falschgeldverteilung und dass sein Schwager den Auftrag hatte, sein Eigentum von Peter Morello zurückzuholen. Peter Morellos Laden war zudem auch der letzte bekannte Ort, an dem Madonia lebend gesehen wurde. Das für seinen Leichnam verwendete Zuckerfass der Firma Wallace & Thompson konnte nur einem sizilianischstämmigen Kunden zugeordnet werden. Dies war Peter Inzerillo, der selbst ein Mitglied Morello-Familie war. Darüber hinaus wurden in den Sägespänen am Boden des Fasses Zigarrenstummel gefunden, die der favorisierten Marke Peter Morellos zugeordnet werden konnten. Als dann auch noch die Armbanduhr Madonias in einem Pfandhaus sichergestellt werden konnte, wohin sie Tomasso Petto zuvor gebracht hatte, war der Fall so gut wie aufgeklärt. Da es jedoch zu keiner Verurteilung kam, da sich alle Zeugen an die Omertà hielten und auch De Primo keine verwertbare Aussage mehr machte, wurde Petto bald darauf wieder aus The Tombs freigelassen.
Anderen Quellen zufolge wurde er auch irrtümlich aus dem Gefängnis entlassen und tauchte in New York unter. Danach tauchte er wieder in Pennsylvania auf, wo er in kriminelle Aktivitäten mit einer Black-Hand-Gang in der Gegend um Scranton, Pennsylvania, verwickelt war. Im August 1904 beschuldigte ein Zeuge Petto, an der Entführung von Vito Laduca, einem weiteren Mitglied der Morello-Familie, beteiligt gewesen zu sein. Zu seiner Verhaftung oder Anklage kam es nie; Laduca soll bereits im Jahr zuvor nach Sizilien zurückgekehrt sein. Im Jahre 1905 wurde Petto vor seinem Haus in Wilkes-Barre, Pennsylvania, mit 62 Messerstichen getötet, wobei man zum damaligen Zeitpunkt davon ausging, dass Giuseppe De Primo den rund 26-jährigen Tomasso Petto als Rache für seinen ermordeten Schwager tötete. De Primo war erst kurz zuvor aus der Haft entlassen worden und saß bereits zum Zeitpunkt des Todes seines Schwagers ein. Im Anschluss an Petto Tod gab es keine Verhaftungen und der wirkliche Mörder wurde nie gefunden. Wenige Jahre später wurde De Primo nach Sizilien abgeschoben. Da ihn die Black-Hand-Gang für einen Informanten der Polizei hielt, nahm sie Kontakt nach Sizilien zu Vito Laduca auf und beauftragten ihn mit dem Mord an Giuseppe De Primo. Kurz darauf war es allerdings Laduca, der erschossen in Sizilien aufgefunden wurde.